# The Last Movie
Pour plus de détails, voir Fiche technique et Distribution.
The Last Movie est un film américain réalisé par Dennis Hopper et sorti en 1971.
Le film a remporté le prix du C.I.D.A.L.C. lors de la Mostra de Venise 1971, mais a été un échec commercial,. Ce film, très métafictionnel, raconte le tournage d'un western dans un village du Pérou.

## Synopsis
Une équipe de cinéma américaine vient tourner un western au Pérou, dans un petit village isolé de la cordillère des Andes. Tout le monde quitte les lieux lorsque le tournage est achevé. Kansas, coordinateur des cascades, préfère cependant  ne pas rentrer à Hollywood. Voulant prendre du recul, il décide de s'installer dans le village avec une ancienne prostituée, Maria. Quelques jours après le départ des Américains, les villageois vont tenter de reproduire ce qu'ils ont vu. Ils fabriquent notamment de fausses caméras et perches de prise de son. Ce qui n'était que de la fiction dans le western américain va alors devenir réalité et engendrer une spirale de violence.

## Fiche technique
Sauf indication contraire, les informations mentionnées dans cette section peuvent être confirmées par la base de données cinématographiques IMDb,  présente dans la section « Liens externes ».
- Titre original et français : The Last Movie
- Réalisation : Dennis Hopper
- Scénario : Stewart Stern, d'après une histoire de Dennis Hopper et Stewart Stern
- Musique : Severn Darden, Chabuca Granda, Kris Kristofferson et John Buck Wilkin
- Direction artistique : Leon Ericksen
- Décors : Peter Cornberg
- Costumes : Jerry Alpert
- Photographie : László Kovács
- Montage : David Berlatsky (en) et Antranig Mahakian, avec la participation non créditée de Dennis Hopper
- Production : Paul Lewis

Producteur associé : David Hopper
Producteur délégué : Michael Gruskoff
- Société de production : Alta-Light
- Société de distribution : Universal Pictures (États-Unis)
- Budget : 1 million de dollars
- Pays de production :  États-Unis
- Langues originales : anglais, espagnol et quechua
- Format : couleur
- Genre : drame
- Durée : 108 minutes
- Dates de sortie[3] :
  - Italie : 29 août 1971 (avant-première à la Mostra de Venise)
  - États-Unis : 29 septembre 1971 (sortie limitée à New York)
  - États-Unis : 27 octobre 1971 (sortie limitée à Los Angeles)
  - France : 30 octobre 1988
- Classification[4] :
  - États-Unis : R
  - France : tous publics

## Distribution
- Dennis Hopper : Kansas
- Stella Garcia (en) : Maria
- Julie Adams : Mme Anderson
- Tomás Milián : le prêtre
- Don Gordon : Neville Robey
- Roy Engel : Harry Anderson
- Donna Baccala : Miss Anderson
- Samuel Fuller : lui-même
- Poupée Bocar : la chanteuse du night-club
- Sylvia Miles : la scripte
- Daniel Ades : Thomas Mercado
- John Alderman : Jonathan
- Michael Anderson Jr. : le fils du maire
- Richmond L. Aguilar : le gaffer
- Toni Basil : Rose
- Toni Stern : la fille du dance-hall
- Rod Cameron : Pat Garrett
- Bernard Casselman : le médecin
- James Contrares : l'opérateur de prise de son
- Severn Darden : le maire
- Louis Donelan : l'accessoiriste
- Warren Finnerty : le banquier
- Peter Fonda : le jeune shérif
- Fritz Ford : un citoyen
- Tom Monroe : un citoyen
- Robert Rothwell : un citoyen
- Michael Greene : un mercenaire
- Owen Orr : un mercenaire
- Samya Greene :  le bébé
- Al Hopson : le shérif
- George Hill : le chef machiniste
- Henry Jaglom : le fils du pasteur
- Clint Kimbrough : le pasteur
- Kris Kristofferson : un cow-boy chantant
- John Buck Wilkin : un  cow-boy chantant
- John Phillip Law : le petit frère
- Ted Markland : le grand frère
- James Mitchum : Art
- Jorge Montoro : Jorge
- Michelle Phillips : la fille du banquier
- Richard Rust : Pisco
- John Stevens : le caméraman
- Dennis Stock : le photographe
- Dean Stockwell : Billy the Kid

## Production

### Genèse et développement
Pour ce film, réalisé après le succès d'Easy Rider (1969), Dennis Hopper avait plusieurs possibilités. Pour son nouveau projet, il recontacte Bob Rafelson, qui avait produit Easy Rider. Mais ce dernier refuse en raison du comportement réputé imprévisible de l'acteur-réalisateur et de son obsession à vouloir incarner le personnage principal de ses films. Après les refus de Columbia Pictures et Warner Bros., Dennis Hopper parvient à trouver du financement auprès d'Universal Pictures. À cette époque, le studio vient de créer une division destinée à la jeunesse pour produire des films semi-indépendants avec de très petits budgets, environ 1 million de dollars. L'idée était de ne pas intervenir et de laisser au réalisateur un contrôle créatif total.
Pour le scénario, Dennis Hopper s'inspire de sa propre expérience de le tournage de Les Quatre Fils de Katie Elder qui a eu lieu en partie au Mexique.

### Attribution des rôles
Dennis Hopper voulait initialement Montgomery Clift pour incarner Kansas, mais l'acteur décède en 1966. Après l'avoir proposé à Jack Nicholson, John Wayne, Ben Johnson et Willie Nelson, le cinéaste décide finalement de tenir lui-même le rôle en expliquant « C'était plus facile de le faire moi-même que d'expliquer à un autre acteur ce que je voulais ».
Dennis Hopper a proposé au réalisateur Henry Hathaway d'apparaitre dans son propre rôle. Après son refus, il engage finalement Samuel Fuller.
Ce film marque les débuts à l'écran de Kris Kristofferson et Michelle Phillips.

### Tournage
Le film a été tourné dans le village de Chinchero (es), au Pérou (le film sera un temps intitulé Chinchero). Dennis Hopper était tombé amoureux de Cusco et désirait tourner son film dans cette région qu'il jugeait fort spirituelle.
Pendant le tournage du film, la plupart des autochtones ne parlent ni l'anglais, ni l'espagnol, seulement quechua. Avant de tourner une scène, il faut donc d'abord traduire de l'anglais vers l'espagnol avant qu'un traducteur ne vienne, ensuite, traduire les consignes en quechua aux figurants.
Les habitants du village de Chinchero (es) ont été fortement marqués par les nombreuses fêtes organisées par l'équipe du tournage. Des tensions sont même apparues entre les autochtones, qui désirent retrouver du calme, et les "Blancs", ivres, qui affirment souffrir de l'altitude.

## Postproduction
Après le tournage, Dennis Hopper annonce à Universal qu'il besoin d'un an pour le montage. Celui-ci est effectué dans la maison du réalisateur à Taos, au Nouveau-Mexique. Ce processus est interminable et les exécutifs d'Universal commencent à perdre patience, alors que Dennis Hopper est très souvent sous l'emprise de la drogue. Devant l'ampleur et la difficulté de monter le film Dennis Hopper demande un temps à Alejandro Jodorowsky, adepte du cinéma expérimental et qui venait d'achever El Topo, de proposer une version. L'artiste franco-chilien s'exécute et livre son montage, mais il ne plait pas à Dennis Hopper.

## Sortie et accueil
Universal Pictures, qui finance le film (près d'un million de dollars), avait laisse à Hopper le final cut. Après avoir visionné le film, Lew Wasserman — qui dirige la division indépendante d'Universal — demande au réalisateur de faire un nouveau montage. Après le refus du réalisateur, le studio décide de ne pas distribuer le film ni de tirer des copies. En contrepartie, Universal abandonne à Dennis Hopper tous les droits. Celui-ci fait tirer à son compte quelques rares copies et vient présenter le film dans quelques festivals. Une projection à l'Université de l'Iowa se passera très mal pour l'équipe qui sera maltraitée par un public très mécontent du film. Dennis Hopper viendra par ailleurs présenter son œuvre à la Cinémathèque française pour une représentation unique et un débat avec le public. Le film est un échec auprès du public et compromet sa carrière de réalisateur pour des années.
Le film fait partie de l'ouvrage The Fifty Worst Films of All Time (en) (« Les cinquante pires films de tous les temps ») de Harry Medved, Randy Dreyfuss et Michael Medved, publié en 1978. Dans son ouvrage Le Nouvel Hollywood (1998), Peter Biskind décrit ce film et cette époque comme la fin du Nouvel Hollywood.

## Distinction
- Mostra de Venise 1971 : prix du C.I.D.A.L.C. remis au film « pour la contribution qu'il apporte à la compréhension des problèmes les plus urgents du monde moderne grâce à l'expression d'un langage cinématographique original[10]. »

## The American Dreamer
L. M. Kit Carson et Lawrence Schiller ont réalisé le documentaire The American Dreamer (1971). Le film suit Dennis Hopper durant la postproduction du film, notamment le montage interminable que le réalisateur-scénariste fait en partie chez lui. The American Dreamer ne sera à l'époque pas diffusé en salles, uniquement dans des festivals ou dans des écoles de cinéma. Longtemps jugé perdu, il sera finalement redécouvert, restauré et édité en DVD/Blu-ray en 2016 par Etiquette Pictures,.

### Radio
- "The Last Movie" by Dennis Hopper, France Inter, Affaires sensibles, émission du 18 mars 2019 présentée par Fabrice Drouelle